# Warnowtal, Sternberger Seen und untere Mildenitz
Warnowtal, Sternberger Seen und untere Mildenitz este o arie protejată (arie de protecție specială avifaunistică — SPA) din Germania întinsă pe o suprafață de 10.818 ha, integral pe uscat.

## Localizare
Centrul sitului Warnowtal, Sternberger Seen und untere Mildenitz este situat la coordonatele 53°48′21″N 11°54′19″E / 53.8058°N 11.9053°E.

## Înființare
Situl Warnowtal, Sternberger Seen und untere Mildenitz a fost declarat arie de protecție specială avifaunistică în aprilie 2008 pentru a proteja 26 de specii de animale.

## Biodiversitate
Situată în ecoregiunea continentală, aria protejată nu include niciun habitat protejat.
La baza desemnării sitului se află mai multe specii protejate de  păsări (26): pescăruș albastru (Alcedo atthis), rață mică (Anas crecca crecca), Anas strepera strepera, rață-cu-cap-castaniu (Aythya ferina), rața moțată (Aythya fuligula), buhai de baltă (Botaurus stellaris stellaris), barză albă (Ciconia ciconia ciconia), erete de stuf (Circus aeruginosus), cristeiul de câmp (Crex crex), ciocănitoarea de stejar (Dendrocopos medius), ciocănitoare neagră (Dryocopus martius), muscar (Ficedula parva), becațină comună (Gallinago gallinago), Grus grus grus, codalb (Haliaeetus albicilla), sfrâncioc roșiatic (Lanius collurio), ciocârlie de pădure (Lullula arborea), Luscinia svecica cyanecula, gaia neagră (Milvus migrans), gaia roșie (Milvus milvus), vultur pescar (Pandion haliaetus), viespar (Pernis apivorus), Podiceps cristatus cristatus, cresteț pestriț (Porzana porzana), chiră de baltă (Sterna hirundo), silvie porumbacă (Sylvia nisoria).